# ペトロパヴロフスク要塞

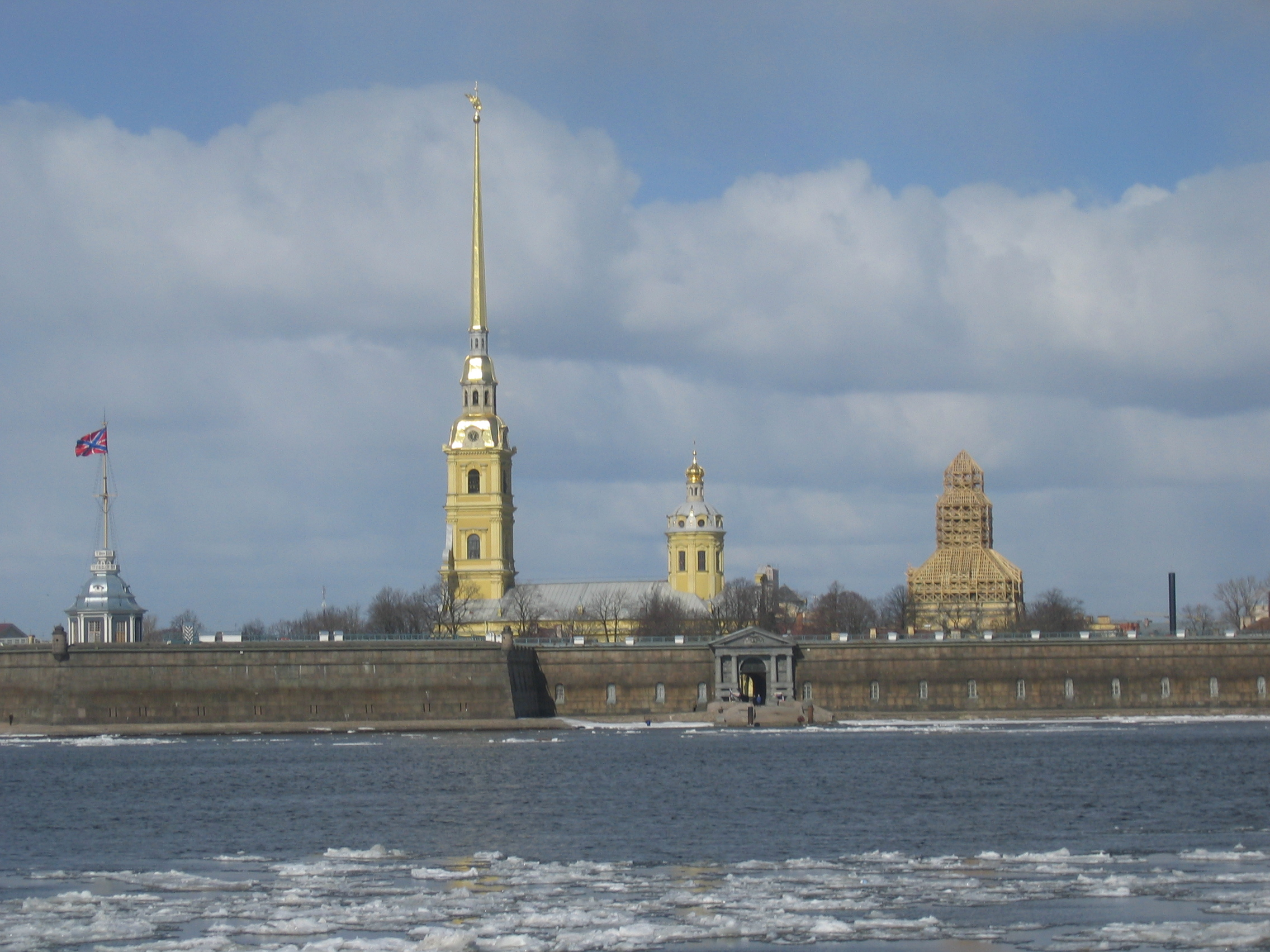
ペトロパヴロフスク要塞

ペトロパヴロフスク要塞（ペトロパヴロフスクようさい、ロシア語:Петропа́вловская кре́постьピトラパーヴラフスカヤ・クリェーパスチ）は、ロシア、サンクトペテルブルクの要塞である。名称は、ロシア語で「ペトロとパウロの要塞」という意味で、ペトロ・パウロ要塞、あるいはペトロ・パヴロ要塞とも表記される。
正式名称はサンクトペテルブルク要塞（Санкт-Петербургская крепостьサンクトピチルブールクスカヤ・クリェーパスチ）。1914年から1917年にかけては都市の名称が「ペトログラード」であったため、要塞もペトログラード要塞（Петроградская крепостьピトラグラーツカヤ・クリェーパスチ）と称した。

## 概要
1700年に始まった大北方戦争の過程でスウェーデンから土地を防衛するためにピョートル1世の命令で建設された。星型要塞の理論に基づいて設計され、河口付近のザーヤチ島の形状を生かして構築された。
要塞の中央に首座使徒ペトル・パウェル大聖堂（ペトロパヴロフスキー大聖堂）があり、ピョートル1世が葬られている。大聖堂はロシアの歴代皇帝の埋葬地となり、帝政ロシア時代は最も神聖な場所とされた。
1872年、南西のバスチョン（城壁の突出し部）に監獄が建設され、1917年まで政治犯収容所として利用された。一時はバクーニンやネチャーエフ、ドストエフスキー、レーニンらも収容された。ロシア革命後には、失脚したロシア帝国議会議員や臨時政府の閣僚らも収容された（一部は脱走に成功したが、残った人々は獄死・処刑された）。
現在は要塞の西端に造幣局が立地しているが、それ以外の建物は観光客に開放されており、金箔を用いた豪華なバロック様式の大聖堂などを見学できる。

## 歴史
- 1703年5月16日 - 建設開始。同日はサンクトペテルブルク開基の日でもある。

## アクセス
- 近隣にサンクトペテルブルク地下鉄ゴーリコフスカヤ駅が位置する。